# Amiota quadrifoliolata
Amiota quadrifoliolata este o specie de muște din genul Amiota, familia Drosophilidae, descrisă de Chen și Masanori Joseph Toda în anul 2007. Conform Catalogue of Life specia Amiota quadrifoliolata nu are subspecii cunoscute.